# Ernest Fornairon
 (octobre 2022).
Si vous disposez d'ouvrages ou d'articles de référence ou si vous connaissez des sites web de qualité traitant du thème abordé ici, merci de compléter l'article en donnant les références utiles à sa vérifiabilité et en les liant à la section « Notes et références ».
Ernest Fornairon (1899-1968) est un écrivain et poète français. Il fut secrétaire général du Groupe Collaboration, d'Alphonse de Châteaubriant.

## Biographie
Ernest Fornairon est originaire de Montpellier.
Entre 1929 et 1933, il novélise des scénarios de films.
Sous l'Occupation, il fait partie des collaborateurs les plus actifs.
Après la Seconde Guerre mondiale, il écrit plusieurs articles d'histoire de l'art dans la revue Jardins des arts, par exemple, « Le salon du peintre François Gérard » (1955).
Il publie en 1964, Le Mystère cathare, qui reste son plus gros succès de librairie.